# Insieme: 1992
Insieme: 1992 – singiel włoskiego piosenkarza Toto Cutugno napisany przez niego samego i wydany w 1990 roku.
Utwór reprezentował Włochy podczas 35. Konkursu Piosenki Eurowizji w 1990 roku. Numer opowiadał o doprowadzeniu do jedności państw europejskich, a rok 1992 zawarty w tytule odnosił się do rozpoczęcia działalności Unii Europejskiej. Piosenkarz zaprezentował ją w finale widowiska i ostatecznie zajął pierwsze miejsce dzięki zdobyciu 149 punktów.
Podczas występu towarzyszyła mu grupa podkładowa składająca się z pięciu wokalistów słoweńskiej grupy Pepel in Kri, która reprezentowała Jugosławię podczas konkursu w 1975 roku.

## Notowania na listach przebojów

### Notowania tygodniowe
| Lista (1990)                     | Najwyższa pozycja |
| -------------------------------- | ----------------- |
| Austria (Ö3 Austria Top 40)      | 3                 |
| Belgia (Ultratop 50 Singles)     | 8                 |
| Francja (SNEP)                   | 9                 |
| Holandia (Dutch Top 40)          | 18                |
| Holandia (Single Top 100)        | 15                |
| Niemcy (Official German Charts)  | 13                |
| Szwajcaria (Schweizer Hitparade) | 3                 |

### Notowanie roczne
| Lista (1990)                     | Najwyższa pozycja |
| -------------------------------- | ----------------- |
| Austria (Ö3 Austria Top 75)      | 14                |
| Szwajcaria (Schweizer Hitparade) | 14                |

## Certyfikaty
| Region                       | Płyta   | Sprzedaż |
| ---------------------------- | ------- | -------- |
| Francja (SNEP)               | Srebrna | 132,000  |
| Szwajcaria (IFPI Szwajcaria) | Złota   | 25,000   |